# Ведров, Сергей Владимирович
Сергей Владимирович Ведров (7 [19] декабря 1855, Санкт-Петербург — 18 [31] июля 1909, Санкт-Петербург) — экстраординарный профессор полицейского права Петербургского университета, Училища правоведения и Петербургского лесного института.

## Биография
Родился 7 декабря 1855 года в Санкт-Петербурге. Сын историка Ведрова Владимира Максимовича. В 1872 году окончил курс в Московской пятой гимназии с золотой медалью. В 1876 году окончил курс в Императорском Санкт-Петербургском университете.
Получил две серебряные и одну золотую медаль за сочинения на темы, предложенные по государственному финансовому праву и истории русского права. В 1878 году удостоен ученой степени магистра полицейского права после защиты диссертации на тему «О лесоохранении по русскому праву».
Затем командирован за границу на два года для приготовлению к профессорскому званию. Занимался в педагогическом отделе международной выставки 1878 года в Париже. В Гейдельберге слушал лекции. В 1879 году назначен доцентом полицейского права, а в 1894 году экстраординарным профессором, в Императорском Санкт-Петербургском университете. С 1880 года состоял профессором института, а с 1881 года был преподавателем Императорского училища правоведения.
Скончался в 1909 году.

## Труды
- Труды всероссийских съездов лесохозяев по вопросу о лесоохранении : Сообщ. Имп. Вольн. экон. о-ву по Отд. полит. экономии и стат. (III), в апр. 1877 г. / С. В. Ведров Санкт-Петербург : тип. т-ва «Обществ. польза», 1877
- О денежных пенях по Русской правде сравнительно с законами салических франков / Соч. С. В. Ведрова Москва : Имп. о-во истории и древностей рос. при Моск. ун-те, 1877
- О лесоохранении по русскому праву : Исслед. Сергея Ведрова Санкт-Петербург : тип. В. Безобразова и К°, 1878
- Forschungen über das Recht der Salischen Franken vor und in der Königszeit. Lex Salica und Malbergische Glossen. (Erläuterungen, nebst erstem Varsuch einer vollständigen hochdeutschen Uebersetzung). Nachgelassenes Werk von Dr. Knut Jungbohn Clement. Herausgegeben und mit einem Vorworte und Register versehen v. Dr. Heinrich Zöpfl. Bibliotek für Wissenschaft und Literatur. 3 B. Staats-und rechtswissenschaftliche Abtheilung. 1 B. Berlin. 1875 S. 468. (Исследования салического права франков Клемента) : [Рец. / [С. Ведров] Санкт-Петербург] : тип. В. Безобразова и К°, ценз. 1878
- О техническом образовании в народных школах и о технических начальных школах во Франции : По данным Всемир. выст. 1878 г. / [С. Ведров] [Санкт-Петербург] : тип. бр. Пантелеевых, [1880]
- Курс межевого права : Сост. по лекциям чит. в СПБ. лесн. ин-те проф. С. Ведровым. 1887/8 ак[ад.] г. Санкт-Петербург : Матрич, [1888]
- Лесные законы : Лекции проф. С. Ведрова : 1890/91 уч. г. / С.-Петерб. лесн. ин-т [Санкт-Петербург] : лит. Яздовского, [1891]
- Иван Ефимович Андреевский : (Некролог) / Сост. проф. Ведров Санкт-Петербург : тип. Дома призрения малолет. бедных, 1891
- Межевые законы : Лекции, чит. на 4 курсе проф. С. В. Ведровым / С.-Петерб. лесн. ин-т Санкт-Петербург : лит. Богданова, 1892/3
- Полицейское право. [Соч.] Профессора Императорского С.-Петербургского университета В. Ф. Дерюжинского. (Пособие для студентов. Спб., 1903 г.) : [Рец.] / [С. В. Ведров] Санкт-Петербург : типо-лит. М. П. Фроловой, [1904]